# Bolsa de Valores de Lisboa
Die Bolsa de Valores de Lisboa (BVL, portugiesisch für: Wertpapierbörse von Lissabon) war die Wertpapierbörse der portugiesischen Hauptstadt Lissabon.
Sie wurde 1769 als Bolsa de Lisboa gegründet, mit Wurzeln im Jahr 1293. Ob Lissabon damit die älteste Wertpapierbörse der Welt hat, darüber sind sich Historiker, Ökonomen und Fach-Autoren uneins. Im Jahr 1999 wurde die BVL mit der zweiten Wertpapierbörse Portugals, die Bolsa de Valores do Porto (BVP) in der nordportugiesischen Handelsmetropole Porto, zusammengefasst und 2002 in den Börsenverbund Euronext integriert. Seither firmiert sie als Euronext Lisboa und ist seit 2005 im Gebäude Edifício Victoria an der zentralen Prachtstraße Avenida da Liberdade ansässig.

## Geschichte

### Seit dem 13. Jh. bis zu den 1970er Jahren

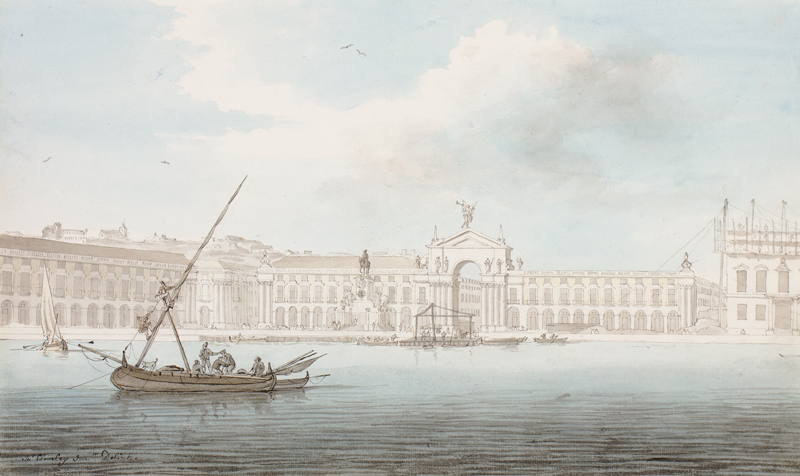
Die Praça do Comércio 1775, mit dem noch nicht ganz fertiggestellten Ostturm (ganz rechts), Sitz der Bolsa de Lisboa.

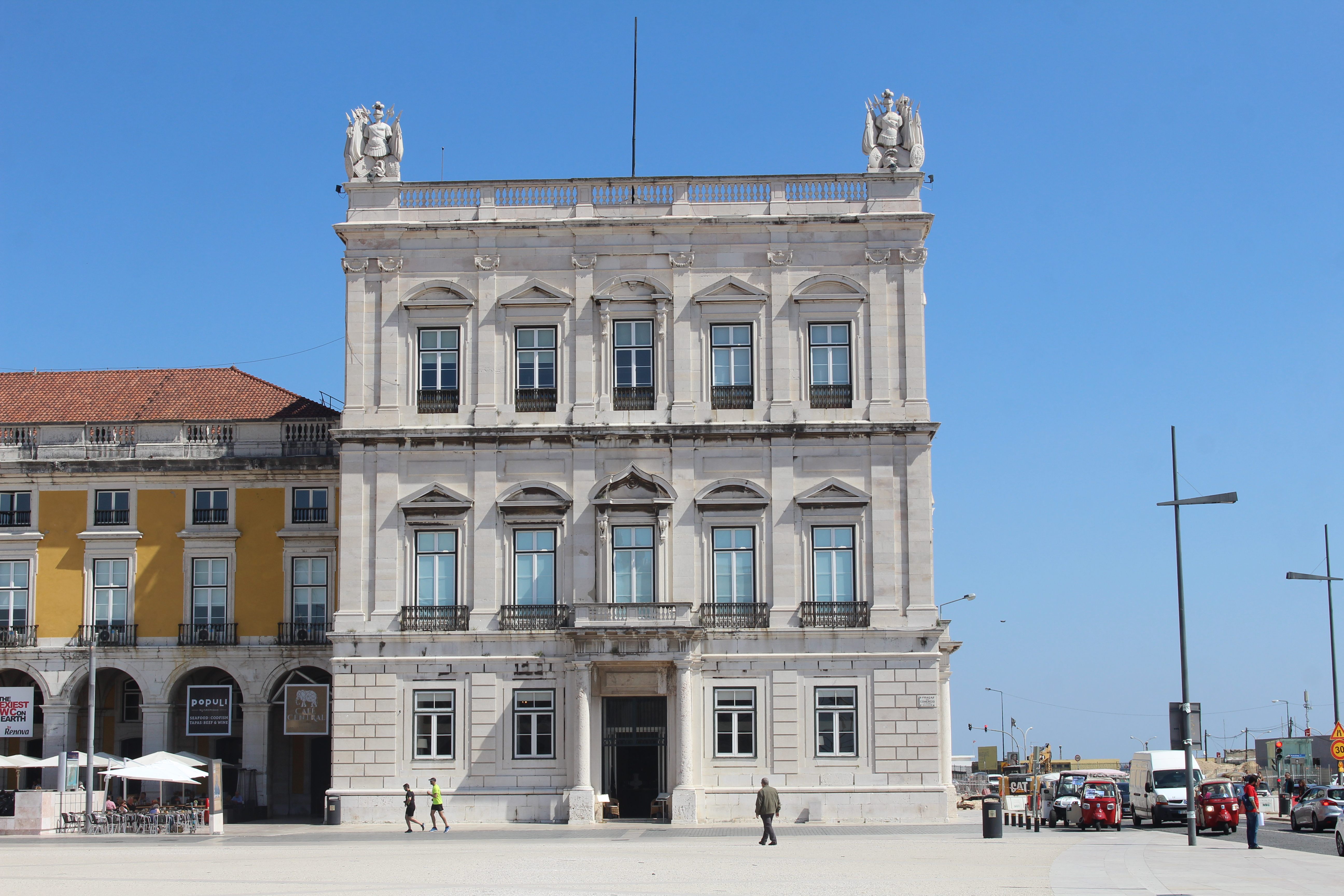
Der Ostturm der Praça do Comércio, bis Anfang der 1990er Jahre Sitz der Börse von Lissabon.

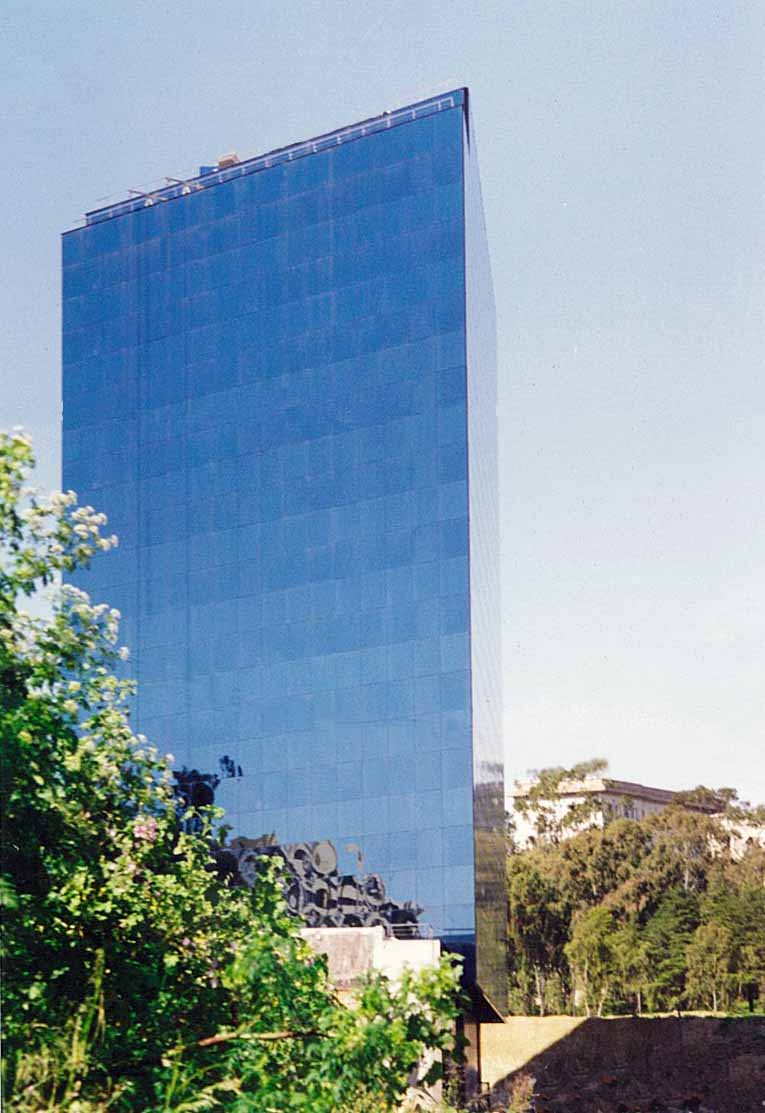
Der ehemalige Palácio da Bolsa, heute Edifício Espanha, von Anfang der 1990er bis 2002 Sitz der Bolsa de Valores de Lisboa.

Nach der Konsolidierung des ab 1140 unabhängig gewordenen Königreich Portugal entwickelte sich insbesondere Lissabon wieder zu einem wachsenden Handelshafen. König D. Dinis schuf 1293 einen ersten gesetzlichen Rahmen für die Börse Bolsa dos Mercadores, die sich entwickelt hatte, als örtliche und erste ausländische Händler in einer Straße nahe dem Hafen Handelskontrakte und Sicherungsgeschäfte schlossen. König D. Dinis förderte zudem den Export überschüssiger landwirtschaftlicher Erzeugnisse, was dem Handelsplatz weiter Auftrieb gab. Im 13. und 14. Jahrhundert nahm insbesondere der Fernhandel weiter zu, und es ließen sich hier mehr und mehr ausländische Händler nieder. Traditionell waren besonders der Handel mit Flandern, Frankreich und Portugals ältestem Verbündeten England bedeutend, aber auch der Mittelmeerraum spielte eine wachsende Rolle, und ab dem frühen 15. Jh. begann Portugal Expeditionsreisen weiter südlich Richtung Westafrika und dann darüber hinaus zu unternehmen, in bis dahin in Europa unbekannte Gebiete.
Im weiteren Verlauf (Entdeckung des Seewegs nach Indien durch Vasco da Gama 1498) und des folgenden Aufstiegs des Portugiesischen Kolonialreichs zum ersten globusumspannenden Weltreich der Geschichte wuchs die Bedeutung Lissabons als internationaler Handelsplatz, mit immer zahlreicher hier niedergelassenen internationalen, häufig fremdsprachigen Händlern, Handelskontoren und Vermittlern. 1495 wurde mit ersten Regelungen der Versuch unternommen, den immer diversifizierteren Handel zu regulieren und zu konzentrieren. Das Bild Vista da Rua Nova dos Mercadores eines unbekannten flämischen Malers im Lissabonner Museu Nacional de Arte Antiga zeigt die Händler in der Rua Nova dos Mercadores, wo der Börsenhandel stattfand und bereits seit dem 13. Jh. die Handelsverträge geschlossen wurden. Manche Historiker behaupten, Lissabon habe damit die älteste Börse der Welt, doch bestreiten dies andere, da erst 1775 ein eigenes Gebäude für die Börse in Lissabon entstand.
In der zweiten Hälfte des 18. Jahrhunderts wurden dann die ersten Aktien und die ersten modernen Staatsschuldtitel ausgegeben. 1769 wurde unter dem einflussreichen Premierminister Marquês de Pombal die Bolsa de Lisboa gegründet, beheimatet in der Assembleia dos Homens de Negócio (portugiesisch für: Versammlung der Geschäftsmänner) im Regierungsviertel an der Praça do Comércio. Damit wurden der Verkehr der Handelspapiere reguliert und zentralisiert, vor dem Hintergrund, die sich langsam erholende Wirtschaft des Landes nach dem Erdbeben von Lissabon 1755 zu fördern. Die Händler, die zuvor vom Premier zur finanziellen Beteiligung an den Wiederaufbaukosten verpflichtet wurden, hatten ein eigenes Börsengebäude verlangt. Dessen Entstehung stand dabei auch im Zusammenhang mit der Entwicklung in anderen Ländern. 1698 hatte sich die London Stock Exchange gegründet, 1792 entstand die New York Stock Exchange.
1833 und 1837 wurden die Rechtsrahmen für Börsen und Makler festgelegt. Das Handelsgesetzbuch 1888 (Código Comercial Português, von Justizminister Veiga Beirão) und das 1889 verabschiedete Regelwerk für Börsen (Regulamento das Bolsas), mit dem erstmals Termingeschäfte rechtssicher genau geregelt wurden, waren weitere wichtige Wegmarken. Im Januar 1891 wurde in der nordportugiesischen Handelsstadt Porto mit der Bolsa de Valores do Porto (BVP) die erste moderne Wertpapierbörse in Portugal gegründet, 1901 folgte mit der Bolsa de Valores de Lisboa (BVL) die Börsen-Neugründung in der Hauptstadt. Doch schon 1891 erlitt Portugal seine erste moderne Finanzkrise, die die Börse erschütterte. In der Folge wurden am 10. Oktober 1901 zwei Gesetze erlassen, das Regimento do Ofício do Corretor zur Regulierung der Maklertätigkeit, und das Regulamento de Bolsa, in dem den rechtlichen Besonderheiten der Wertpapierbörse Rechnung getragen wurde. Die Gesetze enthielten umfangreiche Regeln, Transparenzvorschriften und Definitionen, die bei allen politischen Veränderungen weitgehend unverändert bis 1974 bestehen bleiben sollten. Allerdings registrierte die Börse in diesen Jahrzehnten nur wenig Bewegung, da nur vergleichsweise wenige Aktien in den freien Handel kamen, darunter vor allem einige Banken und Gas-, Strom- und Wasserversorger oder auch Companhias coloniais, Handelsgesellschaften in den portugiesischen Überseegebieten. Lediglich in der Zeit nach dem Ersten Weltkrieg (1914–1918) und vor der Weltwirtschaftskrise 1929 verzeichnete die Börse zwischenzeitlich einige Entwicklung, und nochmals zwischen 1932 (durch das neu entstandene, semi-faschistische Estado-Novo-Regime) und der Wirtschaftskrise des Regimes 1948.
Im Rahmen der wirtschaftlichen Entwicklung Portugals in den 1960er und frühen 1970er Jahren erlebten auch die weitgehend bewegungslosen Börsen in Porto und Lissabon eine Wiederbelebung. Die veralteten Strukturen sorgten jedoch für Probleme bei der Realisierung der immer größeren Transaktionen und der entsprechend anschwellenden Kapitalflüsse, und die Ölkrise 1973 belastete zusätzlich das Wirtschaftsgeschehen. Ein neues gesetzliches Regelwerk im Januar 1974 versuchte die Mängel zu beheben. Am 25. April 1974 erfolgte dann die tiefgreifende Nelkenrevolution, die auch in der Wirtschaftspolitik tiefe Veränderungen mit sich brachte (Ende Kolonialkrieg, Verstaatlichungen, Flüchtlingswelle der Retornados aus den ehemaligen Kolonien) und zunächst für einen starken wirtschaftlichen Rückgang sorgte. Beide Börsen stellten umgehend und noch vor der folgenden staatlichen Anweisung ihren Betrieb ein, auch weil die linksgerichteten Revolutionäre anfänglich einen sozialistischen Umbau anstrebten und zu dem Zweck danach auch tatsächlich die Verstaatlichung großer strategischer Unternehmen in Angriff nahmen. Erst am 12. Januar 1976 öffnete die Lissabonner Börse wieder, um Anleihen zu handeln, und ab 28. Februar 1977 nahm sie auch den Aktienhandel wieder auf. Die Börse in Porto öffnete erst am 2. Januar 1981 wieder.

### Seit den 1980er Jahren

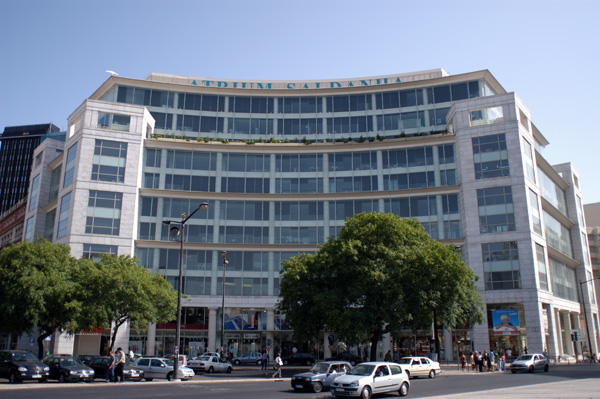
Das Atrium Saldanha am Platz Praça Duque de Saldanha, von 2002 bis 2005 Heimat der Börse.

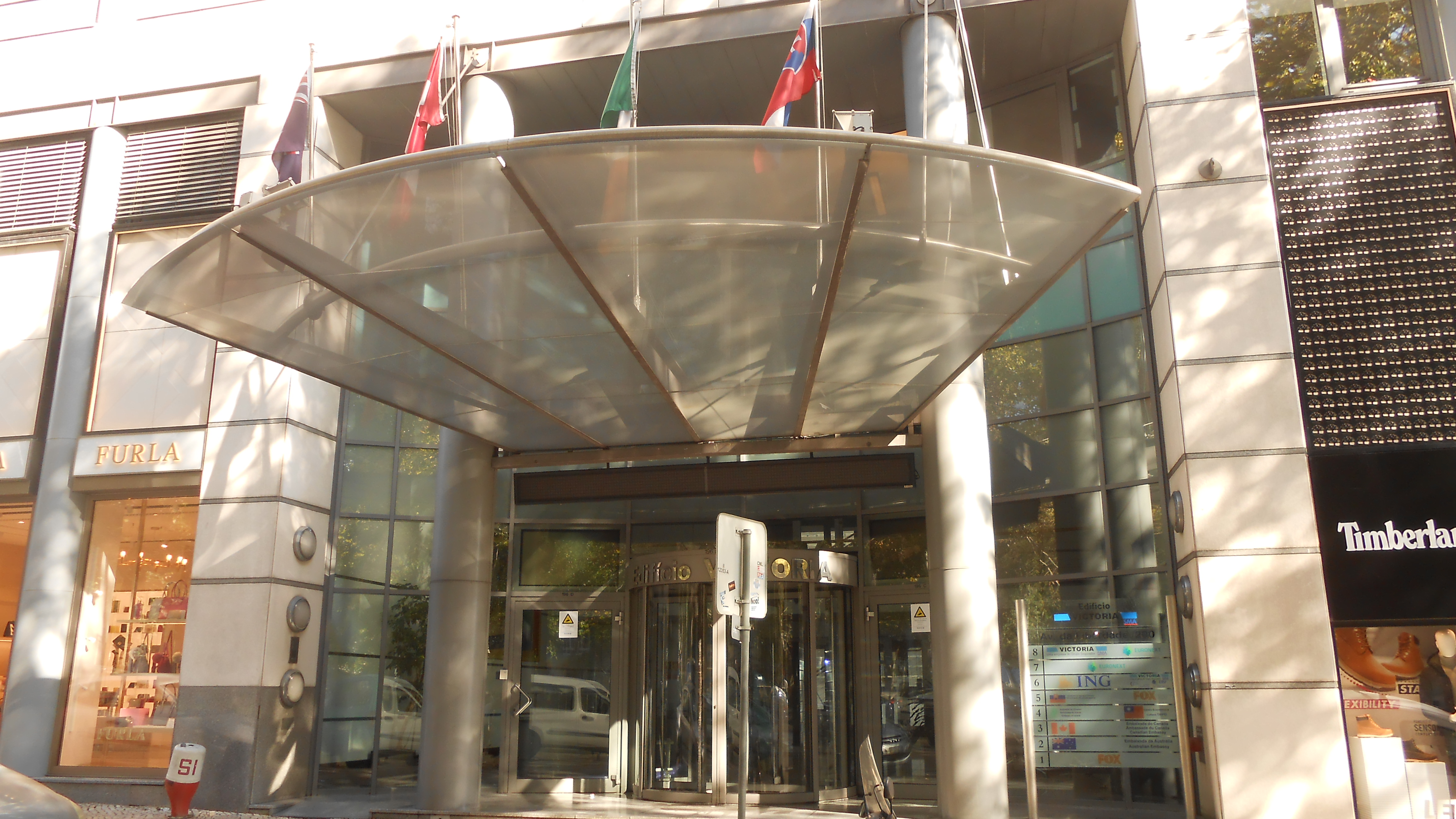
Eingangsbereich des Edifício Victoria, seit 2005 Sitz der Euronext Lisboa.

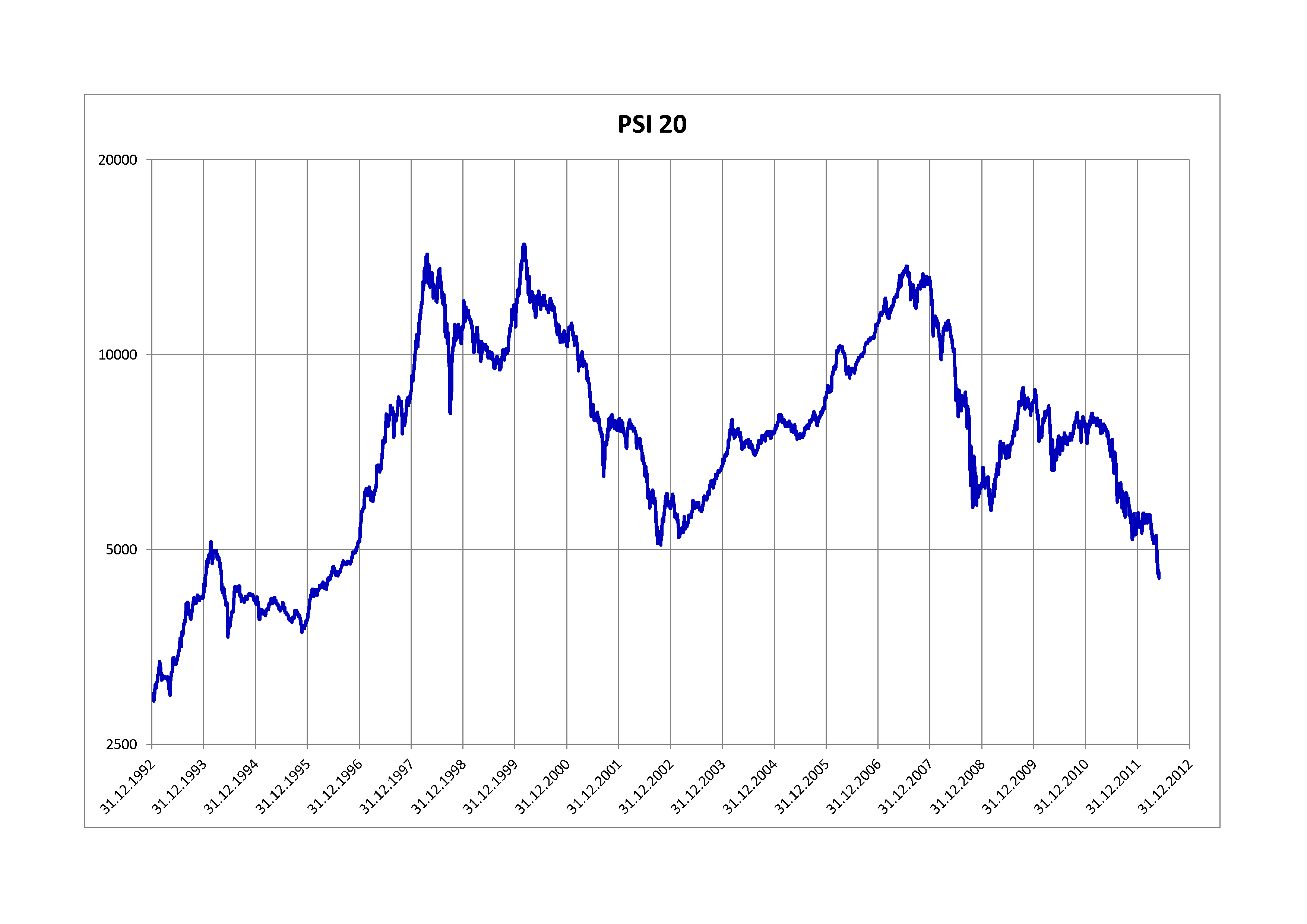
Verlauf des PSI-20-Aktienindex zwischen dem 31. Dezember 1992 und dem 31. Dezember 2012.

Nachdem sich die bürgerlichen Kräfte in der Revolution durchgesetzt hatten, und nach der folgenden Ausrichtung Portugals hin zur Europäischen Integration und den ersten Gesprächen zur Aufnahme in die damalige Europäische Wirtschaftsgemeinschaft (heute EU) begann eine rasante Entwicklung der Börsen. Waren nach der Wiedereröffnung der Börse in Lissabon nur gut 20 Unternehmensaktien notiert, so stieg ihre Zahl und insbesondere ihr Kurs zunehmend schnell. Die anhaltende Rally lockte vor allem ausländische Investoren, während in Portugal nur wenig Aufmerksamkeit, wenig nötige Kenntnis und erst wenig Kapital in der breiten Bevölkerung zur Verfügung stand. Nach anhaltenden, immer mindestens zweistelligen Wachstumsraten erreichte die Börse 1985, nach Bekanntwerden des anstehenden EWG-Beitritts Portugals, mit 151,6 % Wachstum einen ersten Höhepunkt. Premier Cavaco Silva und Finanzminister Miguel Cadilhe forcierten die Entwicklung mit Anreizen für Aktienkäufe der breiten Bevölkerung und mit der Ankündigung umfangreicher Privatisierungen, was noch mehr ausländisches Kapital anzog. Einem ersten Gesetzespaket mit Abgabensenkungen und anderen Vorteilen bei Akteinkäufen 1987 folgten 1989 die ersten Privatisierungen, darunter Unicer (Getränke), Banco Totta & Açores (Bank, heute Banco Santander Totta) und Tranquilidade (Versicherungen, heute Generali Tranquilidade). Nach 1987 trat zunächst eine Abkühlung ein, stark forciert durch den Schwarzen Montag 1987 in den USA. Aber mit den verstärkten Börsengängen und Privatisierungen ab 1990 stellte sich erneut eine deutliche Entwicklung ein. Die anfänglichen 20 Unternehmenstitel waren 1990 bis auf 144 an der Lissabonner Börse notierte Titel angeschwollen, eine historisch hohe Anzahl dort. Nun traten verstärkt Banken als Investoren auf, aber auch einzelne Unternehmer wandten sich verstärkt der Börse zu und stiegen zu bedeutenden Investoren auf, darunter Belmiro de Azevedo, der als der geschickteste Investor an der Börse galt. Er selbst hatte bereits 1984 seine Unternehmen Sonae und Novopan an die Börse Porto gebracht, 1985 war dort sein Unternehmen Orbitur gefolgt, bis 1988 schließlich 15 seiner Unternehmen an den Börsen in Portugal gehandelt wurden. Auch die beiden portugiesischen Börsen selbst wurden privatisiert: gehörten sie bislang dem portugiesischen Staat, so kamen sie im Zuge des Börsengesetzes vom 10. April 1991 in den Besitz der jeweils eigenen, mutualistisch organisierten Betreibergesellschaft Associação da Bolsa de Valores de Lisboa bzw. Associação da Bolsa de Valores do Porto, neben ausgeweiteten Regelungen zu Transparenz und Informationspflichten und weitergehende Maßnahmen gegen mögliche Insiderhandel und Marktmanipulationen. Auch die Schaffung der eigenständigen Börsenaufsicht Comissão do Mercado de Valores Mobiliários (CMVM) war Teil des Gesetzes.
Der 1992 eingeführte portugiesische Aktienindex PSI 20 erreichte Ende der 1990er Jahre Rekordwerte, vor allem dank einer neuen Welle von Privatisierungen. Neben Namen wie Cimpor (1994, Zement), Semapa (1997, Papier, später Mischkonzern), Brisa (1997, Portugals Autobahnen) oder dem ehemaligen Telekommunikations-Monopolisten Portugal Telecom (1997, heute Altice Portugal) war es dabei vor allem die breit angelegte Kampagne des bislang monopolistischen Stromversorgers Energias de Portugal (EDP), die 1997, ähnlich wie die T-Aktie 1996 in Deutschland, für eine breite Streuung bei Kleinanlegern und damit eine Öffnung der breiten Bevölkerung für den Aktienhandel sorgen sollte, und auch erfolgreich damit war (700.000 Aktionäre zu Beginn). Ab 1997 stufte die US-amerikanische Investmentbank Morgan Stanley Portugal als nunmehr voll entwickelten Markt ein, und das Jahr gilt bis heute als das erfolgreichste Jahr der portugiesischen Börsengeschichte, mit 155 in Lissabon gehandelten Unternehmen und einem Rekord-Handelsvolumen. Nach mehreren Aufschwüngen und Abschwüngen (u. a. Asienkrise 1997/1998) bewirkten aufkommende Technologietitel eine erneute Hausse, insbesondere mit den Börsengängen von Unternehmen wie PT Multimédia (heute NOS), Novabase oder Pararede (heute Glintt, alle 1999). Der neuerlichen Euphorie bis 2000 folgte eine neuerliche Depression (Dotcom-Blase). Beispielsweise fielen die Aktien der Bank BCP (seit 2004 Millennium BCP) zwischen 2000 und 2018, trotz zwischenzeitlicher Erholung, insgesamt um rund 95 %. Im Februar 2000 stand der Leitindex PSI 20 noch bei einem historischen Hoch von 14.644,27 Punkten (Rekord-Schlussstand von 14.822,59 am 3. März 2000), im Oktober 2002 sank er bis auf 5253,67 Punkte.
Nachdem 1993 die Börse von Porto bei der CMVM eine Zulassung für einen Markt für Terminkontrakte und Optionen beantragte, wurde zwischen den beiden portugiesischen Börsen eine Aufgabenteilung vereinbart, aus der später die Umbenennung der Bolsa de Valores do Porto in Bolsa de Derivados do Porto, portugiesisch für Derivate-Börse von Porto folgte. Am 13. November 1999 wurde ein weiteres Börsengesetz verabschiedet, das neben einer Reihe rechtlicher, fiskalischer und organisatorischer Anpassungen an vor allem europäische Entwicklungen auch eine neue Gesellschaftsform für die beiden Börsen beschloss. Ihre beiden Betreibergesellschaften wurden damit zu einer Aktiengesellschaft und in der BVLP - Sociedade Gestora de Mercados Regulamentados, S.A. (portugiesisch für: Verwaltungsgesellschaft für geregelte Märkte S.A.) zusammengefasst, womit die gemeinsame Börse Bolsa de Valores de Lisboa e Porto (BVLP) geschaffen wurde.
Im Jahr 2002 wurde die BVLP dem Börsenverbund Euronext unter der neuen Bezeichnung Euronext Lisboa angegliedert, in dem die Euronext B.V. die Aktien der Bolsa de Valores de Lisboa e Porto (BVLP) erwarb. Seither wird an der Börse in Lissabon der eigentliche Handel abgewickelt, während die Euronext am Standort Porto ihre zwei Abteilungen für CSD-Verwaltung und europäische und portugiesische Aufsichtsthemen (Euronext Securities) und für Sicherheit und Innovation (Porto Technology Centre) führt.